# Phytoremédiation
Ne doit pas être confondu avec phytothérapie ou plante dépolluante.

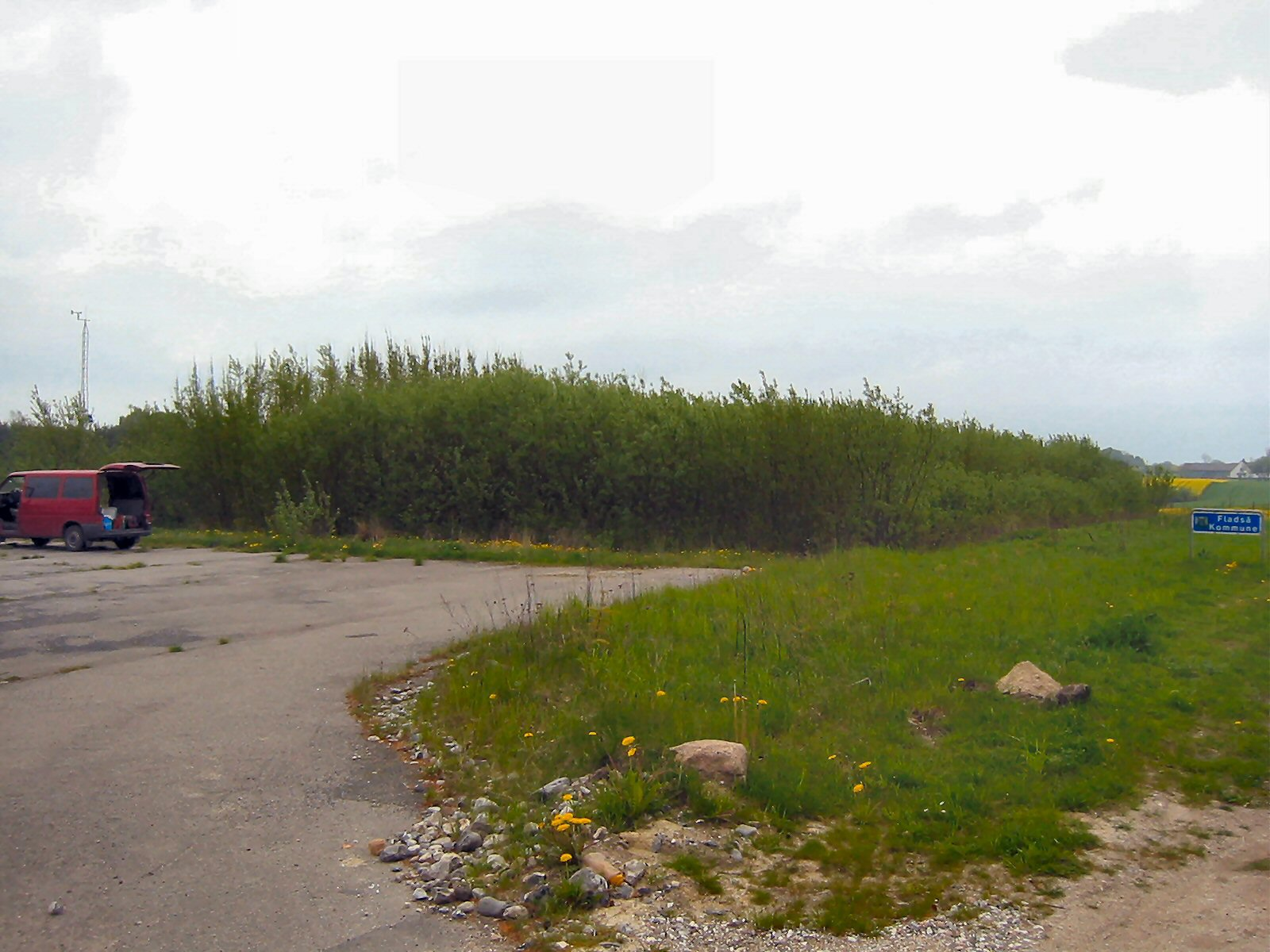
Exemple de phytoremédiation, ici sur une ancienne plate-forme gazière de Rønnede (Danemark) via plusieurs espèces de saules (Salix).

La phytoremédiation est la dépollution des sols, l'épuration des eaux usées ou l'assainissement de l'air intérieur, utilisant des plantes vasculaires, des algues (phycoremédiation) ou des champignons (mycoremédiation), et par extension des écosystèmes qui supportent ces végétaux. Ainsi on élimine ou contrôle des contaminations. La dégradation de composés nocifs est accélérée par l'activité microbienne.

## Définition
L’étymologie provient du grec « phyton » = plante, et du latin « remedium » = rétablissement de l'équilibre, remédiation. La phytoremédiation n'est pas un concept nouveau puisqu'il y a 3 000 ans les hommes utilisaient déjà les capacités épuratoires des plantes pour le traitement de l'eau. Depuis les années 1970 cette pratique a trouvé un regain d'intérêt notamment pour le traitement des pesticides et des métaux.
La phytoremédiation est un ensemble de technologies utilisant les plantes pour réduire, dégrader ou immobiliser des composés organiques polluants (naturels ou de synthèse) du sol, de l’eau ou de l'air provenant d'activités humaines. Cette technique permet également de traiter des pollutions inorganiques, tels qu'éléments traces métalliques ou radionucléides.
- Sol : Cette technique est utilisée pour décontaminer biologiquement les sols pollués par des métaux et métalloïdes, pesticides, solvants, explosifs, pétrole brut et ses dérivés, radionucléides et contaminants divers.
- Eaux usées et effluents liquides : La phytoremédiation sert également à la décontamination d'eaux chargées en matière organique ou en contaminants divers (métaux, hydrocarbures, organochlorés, pesticides). On considère alors les traitements sur sol en place (l'effluent est épandu) ou directement en milieu humide.
- Air : Il peut s'agir aussi de dépolluer l'air intérieur ou de recycler l'eau grâce aux plantes dépolluantes.

Au-delà de la dépollution, la phytoremédiation permet la valorisation des sites pollués tels que les friches industrielles. De plus, elle est intégrée dans l’intérêt socio-économique à cause de son faible coût et son intérêt pour l'aménagement paysager. Aussi, grâce à la phytoextraction, les métaux stockés dans les feuilles et tiges peuvent être réutilisés en écocatalyseur dans les procédés pharmaceutiques et chimiques,,,.

## Principe

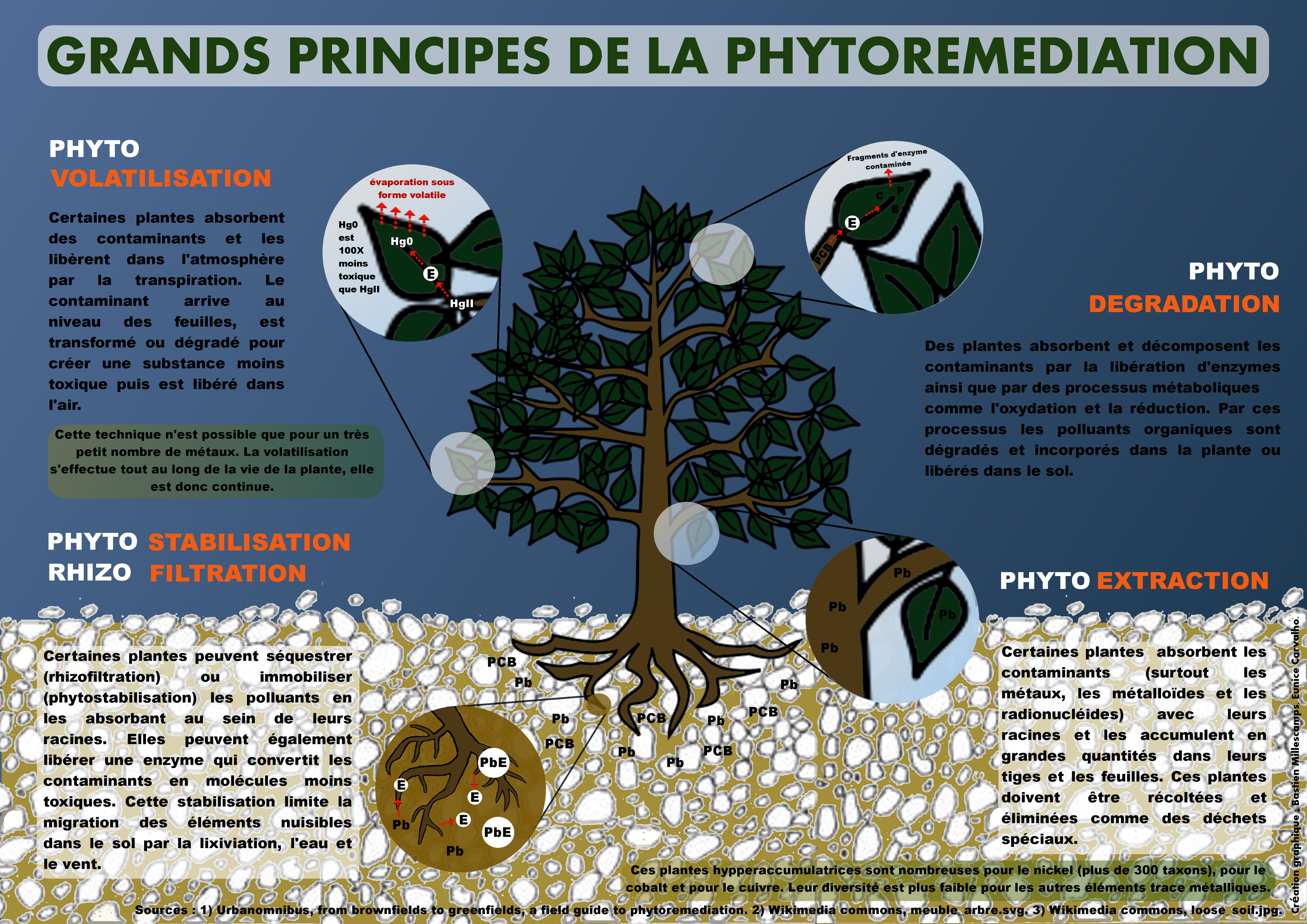
Grands principes de la phytoremédiation.

La phytoremédiation repose essentiellement sur les interactions entre les plantes, le sol et les micro-organismes. Le sol est une matrice complexe servant de support au développement des plantes et des micro-organismes qui se nourrissent des composés organiques ou inorganiques le composant. Lorsque certains de ces composés sont en excès par rapport à l'état initial du sol, ce dernier est qualifié de contaminé (cela s'applique aussi à l'eau et à l'air qui à la différence sont des fluides). Les composés en excès peuvent alors être utilisés comme source d'énergie par les plantes et les micro-organismes. Dans le système plante - sol - micro-organismes, la biodégradation bactérienne est souvent en amont de l'absorption racinaire. Plantes et micro-organismes ont coévolué pour disposer d’une stratégie à bénéfices mutuels pour gérer la phytotoxicité où les micro-organismes profitent des exsudats racinaires, lors même que la plante bénéficie des capacités de dégradation des micro-organismes rhizosphériques pour réduire le stress dû à la phytotoxicité. Finalement, la plante est l'agent essentiel de l'exportation d'un contaminant hors du milieu environnant.

### Effet rhizosphérique
Selon Eldor A. Paul, la rhizosphère, terme introduit en 1904 par Hiltner, décrit la portion de sol dans laquelle les processus médiés par les micro-organismes se produisent sous l’influence du système racinaire. Elle s’étend de quelques millimètres depuis la surface des racines. Cette zone entourant les racines des plantes, joue un rôle crucial dans la phytoremédiation. Les plantes modifient les propriétés physico-chimiques et biologiques de cette zone par la sécrétion d'exsudats racinaires et la pénétration des racines dans le sol. Ces exsudats stimulent l'activité microbienne, favorisant ainsi la dégradation des contaminants présents dans la rhizosphère. Ce processus, appelé rhizodégradation ou phytostimulation, est essentiel pour la décomposition des polluants organiques. Les processus qui se déroulent dans la rhizosphère sont essentiels pour la phytoremédiation. L'activité et la biomasse microbienne y sont beaucoup plus importantes que dans un sol sans racines. Les racines libèrent naturellement des substances dans le sol où elles se développent, par les exsudats racinaires. Ceux-ci favorisent et entretiennent le développement des colonies microbiennes en fournissant de 10 à 20 % des sucres produits par l'activité photosynthétique de la plante (photosynthétats). De nombreux composés peuvent ainsi être libérés, par exemple, des hormones, des enzymes ainsi que de l'oxygène et de l'eau. Les micro-organismes rhizosphériques en retour favorisent la croissance de la plante (réduction des pathogènes, mise à disposition de nutriments…). En théorie, plus les racines sont abondantes plus elles fournissent une surface de développement importante pour la microfaune et microflore rhizosphériques. De fait, les exsudats racinaires favorisent la biodégradation des polluants organiques en stimulant l'activité microbienne.
En effet, dans la rhizosphère, les champignons développant des mycorhizes (Aspergillus p, Penicillium sp, …) ou les bactéries (Pseudomonas sp, Xanthomonas sp,…), ont la capacité de dégrader les composés organiques présents dans le sol ; ceux-ci étant hétérotrophes, ils se nourrissent de cette matière organique après l’avoir dégradée grâce à des enzymes digestives qu’ils sécrètent. Les champignons et les bactéries qui vivent au niveau de la rhizosphère utilisent les exsudats libérés par les racines pour leur croissance et leur activité métabolique, ce qui explique pourquoi leur nombre est deux à quatre fois plus important dans cette région du sol.
Les principaux polluants organiques capables d’être traités par rhizodégradation sont les hydrocarbures totaux (HCT) et les BTEX (benzène, toluène, éthylbenzène et xylènes). Mais d’autres molécules organiques telles que les hydrocarbures aromatiques polycycliques HAP et les solvants chlorés sont également susceptibles d’être traitées. D’autres molécules organiques encore sont également considérées comme dégradables par un tel procédé mais peu de retours d’expérience en conditions de terrain figurent dans la littérature.
Cependant il a été montré[Par qui ?] que lorsque certaines plantes étaient présentes sur un sol pollué par des composés organiques difficilement dégradables, cette biodégradation se faisait plus efficacement.

### Principe de décontamination
Brièvement, les plantes vont soit absorber le contaminant pour le métaboliser ou le stocker, soit réduire voire empêcher la libération du contaminant dans d'autres compartiments de l'environnement (phytostabilisation). Le plus souvent, les composés organiques (xénobiotiques ou non) peuvent être dégradés et métabolisés pour la croissance de la plante. Le polluant est alors éliminé. Lorsqu'il s'agit de composés inorganiques polluants (métaux, métalloïdes ou radionucléides), il ne peut y avoir que phytostabilisation ou phytoextraction car ces types de polluants ne sont pas biodégradables.
La phytoremédiation englobe plusieurs mécanismes de décontamination :
Phytoextraction : Les plantes absorbent les contaminants du sol ou de l'eau et les accumulent dans leurs tissus. Après croissance, ces plantes sont récoltées et traitées pour éliminer les polluants. Cette méthode est particulièrement efficace pour les métaux lourds tels que le cuivre, l'argent, l'or, le mercure, le zinc, le cadmium, le fer et le plomb. C’est la voie dans laquelle les chercheurs se sont le plus investis depuis le début de cette décennie. La phytoextraction utilise des plantes capables de prélever les éléments traces toxiques et de les accumuler dans les parties aériennes qui seront ensuite récoltées puis incinérées. Les cendres seraient alors mises en décharges ou mieux utilisées en métallurgie. Deux stratégies sont actuellement développées dans la phytoextraction. Il y a la phytoextraction assistée par des chélateurs de métaux. Cette méthode est désignée également par la phytoextraction induite et d’autre part la phytoextraction continue. Parmi ces deux procédés, la phytoextraction assistée est la plus développée. Cependant, la phytoextraction continue commence à être appliquée pour la dépollution des métaux lourds (zinc, cadmium, nickel) et des métalloïdes (Sélénium, Arsenic). Les deux stratégies ont fait l’objet d’essais en plein champ et les résultats, bien que encourageants, nécessitent plus d’efforts pour améliorer le processus.
Phytostabilisation : Les plantes immobilisent les contaminants dans le sol en les absorbant dans leurs racines ou en les précipitant dans la rhizosphère, réduisant ainsi leur mobilité et leur dispersion dans l'environnement. Cette technique est utilisée pour limiter la propagation des métaux lourds et des métalloïdes. Cette dernière consiste à installer des végétaux tolérants la présence de polluants toxiques dans le sol. Ils limitent aussi l’érosion et empêchent que les poussières passent dans l’atmosphère. Ils peuvent également sécréter des substances qui stabilisent chimiquement les métaux lourds au niveau de la rhizosphère, évitant en particulier leur migration vers les eaux de ruissellement et souterraines. Les plantes pouvant également accumuler les métaux lourds dans leur système racinaire sont intéressantes pour la phytostabilisation.
Phytodégradation : Les plantes décomposent les contaminants organiques en substances moins toxiques grâce à des enzymes produites par leurs racines ou en collaboration avec des micro-organismes présents dans la rhizosphère. Cette méthode est efficace pour les polluants organiques tels que les pesticides et les solvants. Les champignons et les bactéries qui vivent au niveau de la rhizosphère utilisent les exsudats libérés par les racines pour leur croissance et leur activité métabolique, ce qui explique pourquoi leur nombre est deux à quatre fois plus important dans cette région du sol. Comme les microorganismes peuvent également dégrader les polluants, il n’est pas étonnant de constater une accélération de la bioremédiation dans les sols recouverts d’une végétation par rapport aux sols dénudés. Certains composés phénoliques sécrétés par les racines sont utilisés en tant que co-métabolites par les bactéries dégradant des composés polychlorobenzoiques. En plus de la sécrétion des composés organiques, les plantes peuvent également libérer dans le sol des enzymes capables de dégrader les polluants organiques les plus récalcitrants. A titre d’exemple, on peut citer la dégradation des explosifs (le trinitrotoluène, le dinitromonoaminotoluène et mononitrodiaminotoluène) qui est catalysée par la nitroréductase.
Phytovolatilisation : Les plantes absorbent les contaminants du sol ou de l'eau, puis les transforment en composés volatils qu'elles relâchent dans l'atmosphère. Cette technique est notamment utilisée pour certains composés organiques volatils et le mercure.

## Typologie
Une typologie des différentes techniques de phytoremédiation développées, peut être dressée.
1. Phytoextraction : utilisation de plantes qui absorbent et concentrent dans leurs parties récoltables (feuilles, tiges) les polluants contenus dans le sol (souvent des éléments-traces métalliques : ETM). On utilise souvent des plantes accumulatrices et/ou hyperaccumulatrices qui sont capables de tolérer et d'accumuler les ETM. Il est possible d'améliorer cette extraction par l'ajout de chélateurs au sol. Le plus souvent les plantes sont récoltées et incinérées ; les cendres sont stockées (en CET) ou valorisées pour récupérer les métaux accumulés (on parle alors de phytominage).
2. Phytotransformation, ou phytodégradation : certaines plantes produisent des enzymes (déhalogénase, oxygénase...) qui catalysent la dégradation des substances absorbées ou adsorbées ; celles-ci sont transformées en substances moins toxiques ou non toxiques par la métabolisation des contaminants dans les tissus des plantes ou par les organismes de la rhizosphère maintenue par la plante (on parle alors de rhizodégradation : dégradation par la rhizosphère).
3. Phytofiltration ou rhizofiltration : utilisée pour la dépollution et la restauration des eaux de surface et souterraines. Les contaminants sont absorbés ou adsorbés par les racines des plantes en milieu humide.
4. Phytovolatilisation : les plantes absorbent l'eau de la lithosphère contenant des contaminants organiques et autres produits toxiques, transforment ceux-ci en éléments volatils, et les relâchent dans l'atmosphère via leurs feuilles. Elles peuvent aussi dans certains cas transformer des contaminants organiques en éléments volatils avant de les transférer dans l'atmosphère - toujours via les feuilles. La phytovolatilisation n'est pas toujours satisfaisante, car si elle décontamine les sols elle libère parfois des substances toxiques dans l'atmosphère. Dans d'autres cas plus satisfaisants, les polluants sont dégradés en composants moins - ou non toxiques avant d'être libérés.
5. Phytostabilisation : réduit simplement la mobilité des contaminants. La technique la plus utilisée est de se servir des plantes en réduisant les écoulements de surface et de sub-surface, en limitant l'érosion et en réduisant les écoulements souterrains vers la nappe. Cette pratique intègre ce que l'on appelle communément le contrôle hydraulique, ou phytohydrorégulation[13]. Le pompage hydraulique (traduit littéralement de l'anglais) peut se faire quand les racines atteignent les eaux souterraines tout en prélevant de larges volumes d'eau et en contrôlant le gradient hydraulique et les migrations latérales de contaminants au sein de l'aquifère. En deux mots, il s'agit d'utiliser des plantes à forte évapotranspiration pour réduire le mouvement des polluants par les écoulements (latéraux ou en profondeur). Une autre pratique consiste à immobiliser les composés polluants en les liant chimiquement. Les plantes adsorbent les polluants du sol, de l'eau ou de l'air, les retenant localement (d'où l'utilisation du terme adsorbtion au lieu d'absorption) et réduisant leur biodisponibilité. Le processus est parfois rendu possible, ou amplifié et accéléré, par l'ajout de composés organiques ou minéraux, naturels ou artificiels. C'est une méthode efficace pour empêcher la dispersion des polluants dans les eaux de surface ou souterraines. L'utilisation de peupliers pour cette technique fonctionne bien car ils peuvent grâce à leurs racines profondes séquestrer les polluants comme l'arsenic ou le nickel dispersés jusque dans les nappes phréatiques[14].
6. Phytorestauration : cette technique implique la restauration complète de sols pollués vers un état proche du fonctionnement d'un sol naturel (Bradshaw 1997). Cette subdivision de la phytoremédiation utilise des plantes indigènes de la région où sont effectués les travaux de phytorestauration. Ceci dans le but d'atteindre la réhabilitation entière de l'écosystème naturel originel, du sol aux communautés végétales. Comme le souligne Peer et al. (2005), en comparaison des autres techniques de phytoremédiation, la phytorestauration met en lumière la question du niveau de décontamination nécessaire et suffisant. Il existe une grande différence entre décontaminer un sol pour atteindre un niveau légalement satisfaisant pour qu'il soit à nouveau exploitable et restaurer totalement un espace pour qu'il revienne à des conditions pré-contamination. Lorsque l'on fait référence à la phytorestauration des eaux usées, on parle d'un procédé récent ayant trait à l'utilisation des propriétés naturelles d'autoépuration des végétaux (Dabouineau et al., 2005). Utilisé dans ce sens, la phytorestauration devient synonyme du terme phytoépuration. Ce type de procédé intègre notamment l'épuration des eaux par les macrophytes. Dans ce cas, ce sont les bactéries vivant dans la zone racinaire des macrophytes qui sont garantes de la dépollution, les plantes servent là simplement de substrat de croissance pour les micro-organismes (voir station de Honfleur).
7. Phytostimulation : localisée essentiellement dans la rhizosphère, c'est la stimulation par les plantes des activités microbiennes favorables à la dégradation des polluants. Cet aspect, quand il a été étudié, a été constaté chez tous les hyperaccumulateurs.
8. Phytodésalinisation : extraction de sels contenus dans les sols par des plantes halophytes (phytodésalinisation des sols chargés en sel dans les régions arides, des eaux de ruissellement routières chargées en fondants)[15],[16].
9. Rhizofiltration ou rhizoépuration pour l'épuration de l'eau ; elle peut se faire en système hydroponique ou in situ sur des îles flottantes construites avec des coussins flottants de matière synthétique pouvant être traversé par des racines[17];

## Hyperaccumulateurs et interactions biotiques
Les plantes sélectionnées en phytoextraction sont choisies pour leur capacité à extraire des volumes importants de polluants. Elles sont appelées plantes hyper-accumulatrices, ou hyperaccumulateurs. Les caractéristiques communes aux hyperaccumulateurs sont souvent : une pousse rapide ; des végétaux résistants, faciles à planter et maintenir ; une grande capacité pour l'évapotranspiration (évaporation de l'eau par les feuilles) ; et la capacité de transformer les contaminants concernés en des produits non toxiques ou moins toxiques. Parmi les plantes les plus utilisées, on trouve les peupliers, qui réunissent rapidité de croissance, grande adaptation climatique, et capacité à absorber de grandes quantités d'eau (relativement à d'autres espèces). Cette dernière qualité leur permet de traiter de plus grandes quantités de polluants dissous, ainsi que de limiter la quantité d'eau passant au-delà de la zone contaminée - limitant donc aussi la propagation de la contamination.
En 1999 Reeves et al listent 320 espèces accumulatrices provenant de 43 familles. Leur nombre est beaucoup plus élevé: par exemple, en 2006 on connaît environ 300 hyperaccumulateurs de nickel[réf. nécessaire]. Des centres de diversité se présentent à Cuba (climat subtropical) et Nouvelle-Calédonie (climat tropical). De nombreuses espèces étudiées pour leur accumulation de métaux sont des Brassicaceae (climat tempéré et froid, hémisphère nord).
L'équipe de recherche d'Abdelhak El Amrani sur le mécanisme à l'origine de la biodiversité, de l'université de Rennes, a travaillé sur plusieurs polluants, en particulier sur l'herbicide atrazine. Ces chercheurs ont découvert un mécanisme dans les plantes qui permet à celles-ci de se développer même quand la concentration de pollution de leur sol est normalement létale pour une plante non traitée. C'est la présence de certains composés naturels biodégradables simples comme des polyamines exogènes, qui permet aux plantes de tolérer des concentrations de polluants 500 fois supérieures par rapport aux plantes témoins, mais aussi d'absorber davantage de polluants. Ce traitement amène des changements dans l'expression génétique des plantes, impliquant des gènes connus dans le processus de résistance au stress environnemental. La technique génétique a été brevetée par l'université de Rennes.
Une plante est dite hyperaccumulatrice si elle peut concentrer le ou les polluants selon un pourcentage minimum variant selon le polluant concerné (exemple: plus de 1 mg/g de matière sèche pour le nickel, cuivre, cobalt, chrome ou plomb; ou plus de 10 mg/g pour le zinc ou le manganèse. La plupart des 215 hyperaccumulateurs cités par Baker et Brooks concernent le nickel. Ils ont listé 145 hyperaccumulateurs de nickel, 26 de cobalt, 24 de cuivre, 14 de zinc, quatre de plomb, et deux de chrome. Cette capacité d'accumulation est due à l’hypertolérance, ou phytotolérance : résultat de l'évolution adaptative des plantes à des environnements hostiles au cours de multiples générations. Boyd et Martens  listent les interactions biotiques pouvant être affectées par l'hyperaccumulation de métal : 
1. Protection
2. Interférences avec les plantes voisines d'espèces différentes.
3. Mutualisme
4. Commensalisme
5. Le biofilm

### Protection
Des résultats d'expériences indiquent que les métaux dans les hyperaccumulateurs ont un rôle de protection au moins partiel pour les plantes envers un certain nombre d'organismes (bactéries, fungi, insectes).
| Article              | Espèces de plantes                   | Métal         | Organisme(s) affecté(s)                                |
| -------------------- | ------------------------------------ | ------------- | ------------------------------------------------------ |
| Ernst 1987           | Silene vulgaris (Moench) Garke       | Cu (400 mg/g) | Hadena cucubalis Schiff. (Lepidoptera: Noctuidae)      |
| Boyd et al. 1994     | Streptanthus polygaloides Gray       | Ni            | Xanthomonas campestris (Gram-negative bacterium)       |
| Boyd et al. 1994     | Streptanthus polygaloides Gray       | Ni            | Alternaria brassicicola (Imperfect fungus)             |
| Boyd et al. 1994     | Streptanthus polygaloides Gray       | Ni            | Erisyphe polygoni (Powdery mildew)                     |
| Martens & Boyd 1994  | Streptanthus polygaloides            | Ni            | Pieris rapae L. (Lepidoptera: Pieridae)                |
| Boyd & Martens 1994  | Thlaspi montanum L. var. montanum    | Ni            | Pieris rapae                                           |
| Pollard & Baker 1997 | Thlaspi caerulescens J. et C. Presl. | Zn            | Schistocerca gregaria (Forsk.) (Orthoptera: Acrididae) |
| Pollard & Baker 1997 | Thlaspi caerulescens J. et C. Presl. | Zn            | Deroceras carvanae (Pollonera) (Pulmonata: Limacidae)  |
| Pollard & Baker 1997 | Thlaspi caerulescens J. et C. Presl. | Zn            | Pieris brassicae L. (Lepidoptera: Pieridae)            |

La défense contre les virus n'est pas toujours améliorée par la présence de métaux. Davis et al. ont comparé deux espèces voisines S. polygaloides Gray (hyperaccumulateur de nickel) et S. insignis Jepson (non-accumulateur), les inoculant avec le virus Turnip mosaic. Ils ont ainsi démontré que la présence de nickel affaiblit la réponse des plantes au virus.
Les défenses élémentales des plantes sont circonvenues par leurs prédateurs de trois façons : (a) nourrissement sélectif sur des tissus à concentration en métaux peu élevée, (b) régime varié pour diluer le métal (vraisemblable pour les herbivores de grande taille relativement aux plantes), et (c) tolérance de hautes concentrations de métal.

#### Régime alimentaire sélectif
Les aphides du pois (Acyrthosiphon pisum (Harris); Homoptera: Aphididae) se nourrissant du phloème de Streptanthus polygaloides Gray (Brassicaceae) ont des taux de survie et de reproduction égaux sur des plantes contenant environ 5 000 mg/kg de nickel amendé avec NiCl2 (Chlorure de nickel), et sur celles contenant environ 40 mg/kg de nickel. Ainsi, soit le phloème est pauvre en nickel même chez les hyperaccumulateurs de nickel, ou bien les aphides tolèrent de hautes doses de nickel.
Celles nourries sur des plantes à concentration élevée de nickel ne montrent qu'une très légère augmentation du taux de nickel dans leurs corps, comparé aux aphides nourries sur des plantes pauvres en nickel.
D'un autre côté, des aphides (Brachycaudus lychnidis L.) nourries sur l'accumulateur de zinc Silene vulgaris (Moench) Garcke (Caryophyllaceae) – qui peut contenir jusqu'à 1 400 mg/kg de zinc dans ses feuilles – montraient des niveaux élevés d'accumulation de zinc (9 000 mg/kg) dans leurs corps.

#### Tolérance pour le métal
Hopkin (1989) et Klerks (1990) l'ont démontré pour les espèces animales ; Brown & Hall pour les espèces fongales ; et Schlegel & al. (1992) et Stoppel & Schlegel (1995) pour les espèces bactériales.
Streptanthus polygaloides (Brassicaceae) peut être parasité par Cuscuta californica  var. breviflora  Engelm. (Cuscutaceae). Les plants de Cuscuta ainsi découverts contenaient entre 540 et 1 220 mg de Ni par kg de poids sec, soit (un maximum de) 73 fois le contenu en nickel de plants de Cuscuta parasitant des plantes d'une autre espèce locale non-accumulatrice. Boyd & Martens (subm.) estiment ceci la première instance documentée de transfert des défenses élémentales d'un hôte hyperaccumulateur à une plante parasitante.

### Interférences avec des plantes voisines d'espèces différentes
Baker & Brooks (1989) en ont mentionné la possibilité mais n'ont pas offert de mécanisme explicatif. Gabrielli et al. (1991), et Wilson & Agnew (1992), ont suggéré une baisse de compétition expérimentée par les hyperaccumulateurs de par la litière de leurs feuilles.
Ce mécanisme mimique l'allélopathie, bien que l'effet soit dû ici à une redistribution d'un élément dans le sol plutôt qu'à la plante manufacturant un composé organique. Boyd et Martens appellent ceci allélopathie élémentale - sans le problème d'autotoxicité démontré dans d'autres cas d'allélopathie (Newman 1978).
Le taux de métal dans les sols est clairement plus élevé aux alentours des hyperaccumulateurs. L'hypothèse d'allélopathie élémentale nécessite de démontrer que ces taux élevés inhibitent les autres espèces serpentines.

#### Dopage de la capactité de bioconcentration
En 2018) F. Bianque et ses collègues montrent ou confirment que la cohabitation de certaines plantes avec des métallophytes accumulatrices peut doper la capacité d'absorption de métaux toxiques des secondes.
Une autre expérience plus récente, publiée par le journal Nature en 2021 a montré qu'intercaler des plantations d'ail entre les rangs d'une culture de plantes hyperaccumulatrices de métaux lourd (monocultures de Ray grass (Lolium perenne), Vergerette du Canada (Conyza canadensis) et fougère Pteris vittata, dans le cas de cette expérience) améliore beaucoup la capacité de ces plantes à capter et bioaccumuler le cadmium et le plomb ; l'ail peut ainsi doper la phytoremédiation des sols polluées par les métaux par le ray gras anglais (Lolium perenne) (+ 66% pour le cadmium et + 44% pour le plomb). Il augmente chez Pteris vittata la captation de Cd de 26% et de Pb de 15%, et cet effet "dopant" est encore plus important chez Conyza canadensis (+ 87% pour le plomb et + 77% pour le cadmium).

Dans ce cas, la diversité bactérienne de chaque sol expérimental était riche en protéobactéries, en acidobactéries, en actinobactéries, firmicutes et en planctomycètes, mais avec quelques différences entre les sols des monocultures de ray-grass et ceux des plantations intercalées de ray-grass et d'ail : la part de protéobactéries, d'acidobactéries et d'actinobactéries a légèrement augmenté dans les plantations mixtes.

Cette étude confirme que des plantes considérées comme mauvaises herbes, faciles à cultiver, combinées à des plants d'ail peuvent significativement à fortement accroitre l'absorption de métaux toxiques par les plantes voisines.

### Mutualisme
Deux types de mutualisme sont considérés ici : 
- associations mycorhizales ou mycorrhizae, et
- dispersion du pollen et des graines.

#### Associations mycorhizales oumycorrhizae
Il y a deux types de champignons mycorhizaux : les ectomycorrhizaux et les endomycorrhizaux. Les champignons ectomycorrhizaux forment des fourreaux autour des racines; les champignons endomycorrhizaux pénètrent les cellules du cortex dans les racines.
Les associations mycorhizales sont les relations symbiotiques entre les fungi et les racines des plantes. Certains hyperaccumulateurs peuvent former des associations mycorhizales, et dans certains cas le champignon mycorrhizal peut jouer un rôle dans le traitement du métal. Dans les sols à taux en métaux bas, les mycorrhizae vésiculaires et arbusculaires augmentent l'absorption de métal des espèces non accumulatrices. D'un autre côté certaines mycorrhizae augmentent la tolérance aux métaux en diminuant l'absorption du métal chez certaines espèces non-accumulatrices. Ainsi l'association mycorhizale aide Calluna à éviter la toxicité du cuivre et du zinc. La plupart des racines nécessitent environ 100 fois plus de carbone que l'hyphae des fungi associés pour couvrir le même volume de sol. C'est pourquoi il est plus facile pour l'hyphae que pour les plantes d'acquérir des éléments à mobilité réduite, comme le césium-137 and strontium-90.
Les champignons mycorhizaux dépendent des plantes hôtes pour leur carbone, tout en permettant aux plantes d'absorber les nutriments et l'eau plus efficacement. Le fungus facilite la prise de nutriments pour les plantes, tandis que celles-ci leur fournissent des composés organiques riches en énergie. Certaines espèces de plantes normalement symbiotiques avec des champignons micorhizaux peuvent exister sans l'association; mais le champignon améliore grandement la croissance de la plante. Du point de vue de l'énergie dépensée, héberger des champignons est beaucoup plus effectif pour la plante que de produire des racines.
La famille des Brassicaceae formerait peu d'associations micorrhizales. Cependant, Hopkins (1987) note du mycorrhizae associé à Streptanthus glandulosus Hook. (Brassicaceae), un non-accumulateur. Les terres serpentines sont peuplées de champignons tolérant le taux de métal généralement élevé dans ces sols. Certains de ces fungi sont micorhizaux.
L'absorption de radionuclides par les fungi dépend de leur mécanisme nutritionnel (mycorhizal ou saprophyte). Pleurotus eryngii absorbe mieux le Cs que le Sr et le Co, tandis que Hebeloma cylindrosporum favorise Co. Mais augmenter la quantité de K augmente l'absorption de Sr (chemical analogue au Ca) mais non celle de Cs (chemical analogue à K). De plus, la teneur en Cs décroît avec  Pleurotus eryngii (mycorhizal) et Hebeloma cylindrosporum (saprophyte) si la dose de Cs est augmentée, mais la teneur en Sr augmente si la dose de Cs est augmentée – ceci indiquerait que l'absorption est indépendante du mécanisme nutritionnel.

#### Dispersion dupollenet desgraines
Certains animaux obtiennent de la nourriture des plantes (nectar, pollen, ou pulpe de fruit - Howe & Westley 1988). Les animaux se nourrissant d'hyperaccumuleurs à concentration en métal élevée, doivent soit être tolérants soit diluer la concentration de métal en mélangeant la nourriture avec d'autres sources à teneur en métal moindre. Alternativement, les hyperaccumulateurs peuvent dépendre pour la dispersion de leurs graines, de vecteurs abiotiques ou de vecteurs animaux non-mutualistes, mais nous manquons d'informations sur ces mécanismes de dispersion en ce qui concerne les hyperaccumulateurs.
Jaffré & Schmid 1974; Jaffré et al. 1976; Reeves et al. 1981; ont étudié le taux de métal dans les fruits et les fleurs entiers. Ils ont généralement trouvé des taux importants de métaux dans ceux-ci. Baker et al. (1992) a trouvé une exception avec Walsura monophylla Elm. (Meliaceae), originaire des Philippines et montrant 7 000 mg/kg Ni dans les feuilles mais seulement 54 mg/kg dans les fruits. Certaines plantes possèdent donc un mécanisme qui exclut les métaux ou autres contaminants de leurs structures reproductrices.

### Commensalisme
Le commensalisme est une interaction bénéfique à un organisme tout en ayant une valeur neutre pour un autre. La plus vraisemblable pour les hyperaccumulateurs est l'épiphytisme. Mais on trouve ce phénomène le plus couramment dans les forêts tropicales, et les études conduites dans de tels habitats n'ont porté que peu ou prou d'attention sur ce point. (e.g., Proctor et al. 1989; Baker et al. 1992). Proctor et al. (1988) ont étudié l'arbre Shorea tenuiramulosa, qui peut accumuler jusqu'à 1 000 mg Ni/kg de poids sec dans ses feuilles. Ils ont estimé la couverture d'épiphytes en Malaisie, mais n'ont pas rapporté les valeurs pour les espèces individuelles. Boyd et al. (1999) ont étudié l'occurrence d'épiphytes sur les feuilles du buisson tropical hyperaccumulatieur en Ni Psychotria douarrei (Beauvis.). La quantité d'épiphytes augmente considérablement avec l'âge de la feuille, jusqu'à 62 % pour les plus vieilles feuilles. Un exemplaire épiphytique de [leafy liverworts] venant d'une feuille de P. douarrei, contenait 400 mg Ni/kg poids sec (bien moins que la plante hôte, dont les plus vieilles feuilles - celles les plus épiphitisées - contenaient une valeur moyenne de 32 000 mg Ni/kg poids sec). Des doses élevées de Ni n'empêchent donc pas la colonisation de Psychotria douarrei par les épiphytes.
Les composés chimiques qui interviennent dans les interactions hôte-épiphyte sont plus susceptibles d'être localisés dans les tissus les plus externes de l'hôte (Gustafsson & Eriksson 1995). De plus, la plupart du métal s'accumule dans les parois des cellules ou vacuoles épidermales ou subépidermales (Ernst & Weinert 1972; Vazquez et al. 1994; Mesjasz- Rzybylowicz et al. 1996; Gabrielli et al. 1997). Ceci suggère que les épiphytes subiraient des taux de concentration de métaux plus élevés lorsqu'ils poussent sur des feuilles d'hyperaccumulateurs. Mais Severne (1974) a mesuré l'évacuation de métal par les feuilles pour l'hyperaccumulateur de nickel Hybanthus floribundus (Lindl.) F. Muell. (Violaceae), originaire d'Australie occidentale; il conclut que les feuilles ne relâchent pas facilement le nickel.
En principe une autre interaction commensale pourrait exister si le taux élevé de métal dans le sol était nécessaire pour qu'une autre espèce de plantes puisse s'installer. Aucune évidence n'est jusqu'à présent allée dans ce sens.

### Biofilm
Voir les articles correspondants sur le biofilm et Pseudomonas aeruginosa.

### Feuilles des arbres
Un article de Science concluait en novembre 2010 que les écosystèmes boisés feuillus seraient capables de mieux dépolluer l’air que ce qu'on pensait initialement, pour les composés organiques volatils (COV) testés. Les expériences faites en laboratoire laissent penser que les feuilles absorbent même encore plus efficacement les COV et les détruisent par conversion enzymatique) quand elles sont stressées par des blessures ou par certains polluants (ozone et du méthyl vinyl cétone lors des expériences). Le cycle des COV oxygénés dans l'air devrait donc être revu et mieux incorporé dans les modèles globaux de chimie de l'atmosphère et de transport des polluants.

## Enjeux

### Enjeu sanitaire et législatif
La phytoremédiation étant un outil de gestion de la pollution, elle est soumise à des réglementations vis-à-vis des risques sanitaires potentiels. La méthodologie nationale de gestion des sites et sols pollués, présentée par le ministère chargé de l’Environnement[Où ?], rappelle les objectifs nationaux de santé publique et la nécessité de l’évaluation des risques au niveau des usages du sol. En effet, les phytotechnologies sont employées dans le cas d’une pollution des sols présentant des risques sanitaires pour l’homme. Dans le cas contraire, la pollution ne représentant pas de risque sanitaire est considérée acceptable pour l’homme et ces mesures ne sont donc pas nécessaires. Il faut se tourner vers une démarche de génie écologique ou génie pédologique comme le propose le bureau d’étude Microhumus et son procédé AgroPhyto de gestion des sites et sols pollués par phytomanagement . La loi Climat et Résilience de 2021 confirme cette distinction de choix de solutions à appliquer.
Enfin, la méthodologie nationale utilise le principe de spécificité qui impose une étude au cas par cas des sols et des polluants au vu de la complexité des sols et de leur multifonctionnalité.

### Enjeu d'acceptabilité sociale
Malgré quelques questions concernant le choix des plantes utilisées ainsi que leur avenir, la phytoremédiation est très largement acceptée par le public, surtout s’ils sont au courant des risques liés aux polluants. Dans cette optique, le travail avec les populations locales est primordial. La sanctuarisation de certaines zones en dépollution peut remettre en cause cette acceptabilité, notamment en zone urbaine. Cependant certains projets permettent d'allier promenade et phytoremédiation. A Avranches, la zone en phytoremédiation active, qui n'est pas accessible au public, est entourée de chemins de promenade.

### Enjeux techniques
La phytoremédiation pose aussi des enjeux plus techniques liés à la gestion de la pollution. Les principales questions de recherche sont liées au choix des plantes à utiliser en fonction du site et de l’amendement à apporter. Le cas par cas ralenti le déploiement de cette méthode de gestion de la pollution.
La question de la gestion des sites sur le long terme est également primordiale. En effet, lors de l'implantation des espèces, le choix en amont permet d’avoir une première maîtrise sur les sols. Cependant, ces zones requièrent un entretien pour assurer leur durabilité. Le choix des plantes joue un rôle majeur quant à cette question. Par exemple, sur les sites miniers, les plantes choisies sont annuelles, elles meurent sur place, naturellement, en enrichissant le sol de carbone, cela ne nécessite donc pas d’intervention extérieure. Enfin, la durabilité des phytotechnologies intervient aussi dans la potentielle rediffusion des polluants dans le sol après le développement des plantes.
Concernant la biodiversité, les sols dégradés, ayant perdu en qualité et fonctionnalité, sont des lieux propices au développement des espèces invasives. La Global Invasive Species Database présente notamment la Renouée du Japon comme plante vivace herbacée rhizomateuse et surtout son caractère envahissant ayant un impact sur la biodiversité, mais également l’économie et la société. La phytoremédiation doit prendre en compte ce facteur risque dans le choix des phytotechnologies à utiliser et des espèces à implanter. Un développement rapide est à privilégier pour une couverture végétale efficace et éviter l’arrivée des espèces envahissantes. La phytoremédiation permet donc d’avoir une maîtrise du terrain au départ des processus mis en place. Des membres de l’UPDS[sigle à expliciter] et de Ekos Ingénierie proposent des moyens de traitement des sols pollués, et infestés, et d’évitement de la concurrence végétale, pour préconiser les espèces locales et écarter les espèces invasives.

## Villes ou régions pratiquant partiellement ou totalement la phytoremédiation

### En France
- Honfleur (Normandie) : technique des jardins filtrants dépolluant par phytolixiviation des métaux lourds dissous accumulés par phytofixation dans des casiers filtrants successifs[48].
- Bègles (Gironde) : Piscine Les Bains [49]
- Nanterre (Hauts-de-Seine) : Parc du Chemin de l’île[50].
- Nantes (Pays de la Loire) : Essais pour dépolluer les jardins potagers[51]

### Dans le monde
- Rønnede (Danemark)[réf. nécessaire]
- Suzhou (Chine, Jiangsu)[réf. nécessaire]
- Fuyang (Chine, Zhejiang)[réf. nécessaire]
- Wuhan (Chine, Hubei) : écoquartier « zéro rejet » dont les eaux usées sont réutilisées pour la consommation non-humaine (lavage des voitures, arrosage des jardins, etc.)[réf. nécessaire]
- Terre des feux (Italie), pour décontaminer des sols pollués par des enfouissements et incinérations de déchets toxiques[52]
- et de nombreuses autres localités[réf. nécessaire].

À la suite de l'accident nucléaire de Fukushima, des tournesols sont plantés de façon expérimentale à Iitate afin d'absorber le césium radioactif. La solution montre cependant ses limites : la quantité de biomasse contaminée à gérer est trop élevée et le nombre de cycles de culture nécessaires est trop important.